# Iggesund
Iggesund är en tätort (bruksort) i  Hudiksvalls kommun, Gävleborgs län, belägen vid Hälsinglands kust.
Iggesund ligger 9 km söder om Hudiksvall, 45 km norr om Söderhamn och 70 km sydost om Ljusdal. Österut gränsar samhället till Bottenhavet med en skärgård där bland annat den lilla ön Brakskär finns. Närmaste större städer är Sundsvall (92 km) i norr och Gävle (126 km) i söder. I väster breder skog och landsbygd ut sig mot Sörforsa (13 km). Iggesund ligger på ön Iggesundsön, som är Hälsinglands största ö.

## Namn
- 1400-tal Igesunda.
- 1500-tal Egesund, Eghesund, Eggesund, Iggesund, Iggsund.
- 2000-tal Igge, Iggesund

Namnet Iggesund är svårtolkat men anses komma från det fornsvenska "igg" eller "ygg" som betyder stygg, besvärlig, farlig samt efterleden -sund. Platsen som åsyftas tros vara det svårnavigerade sund som tidigare fanns mellan Bottenhavet och Viksjön och som bildade infartsled till Iggesunds by. Viksjön är i dag en insjö i samhällets sydvästra hörn. På grund av kraftverksbyggnad och uppdämning är sundet inte längre farbart.
En annan teori är att namnet kommer av ett fornnordiskt ord, iva, med oklart ursprung. Iva skulle i så fall vara det sund mellan Bottenhavet och Viksjön som omtalas ovan. Denna teori har dock svagt stöd i dag.
Enligt en skröna nedtecknad av 1700-talsprosten Olof Broman fick Iggesund sitt namn från en jätte, Igge eller Ogge, som under forntiden skulle ha bebott området.

## Historik

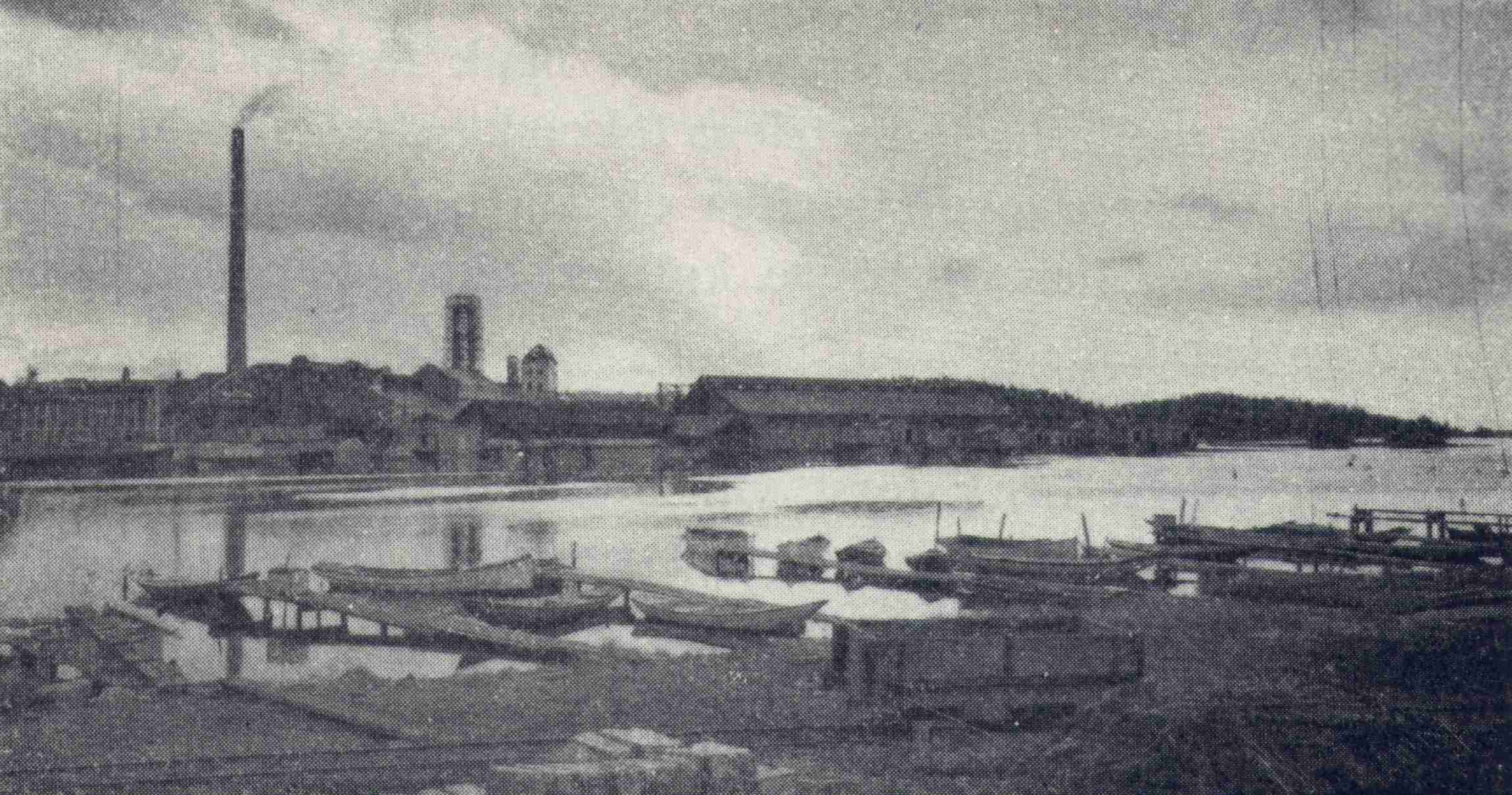
AB Iggesunds Bruk (1923).

Iggesund omnämns för första gången under 1400-talet. Vid den tiden bestod Iggesund av några få gårdar på var sin sida om Iggåns utlopp. 
- 1546 inrättade Sveriges konung Gustav Vasa ett ålfiske i Iggån.
- 1572 anlades en kronosåg vid Iggån.
- 1672 grundlades Östanå pappersbruk som blev den första större industrin i Iggesund. Pappersbruket lades vid Viksjöns norra strand, ett par kilometer väster om det nuvarande samhället.
- 1685 inleddes Iggesunds industriepok på allvar. Detta år grundlades järnbruket Iggesunds Bruk och Iggesund omvandlades långsamt från en jordbruksbygd till ett industrisamhälle. Under de följande åren expanderade Iggesunds bruk allt mer.
- 1721 härjade Iggesund av ryssarna. Dessa brände ner en stor del av industrin och samhället.

### Befolkningsutveckling
| Befolkningsutvecklingen i Iggesund 1950–2020 | Befolkningsutvecklingen i Iggesund 1950–2020 | Befolkningsutvecklingen i Iggesund 1950–2020 | Befolkningsutvecklingen i Iggesund 1950–2020 | Befolkningsutvecklingen i Iggesund 1950–2020 |
| -------------------------------------------- | -------------------------------------------- | -------------------------------------------- | -------------------------------------------- | -------------------------------------------- |
|                                              |                                              |                                              |                                              |                                              |
| År                                           |                                              |                                              | Folkmängd                                    | Areal (ha)                                   |
| 1950                                         | 1950                                         |                                              | 3 398                                        |                                              |
| 1960                                         | 1960                                         |                                              | 3 410                                        |                                              |
| 1965                                         | 1965                                         |                                              | 3 814                                        |                                              |
| 1970                                         | 1970                                         |                                              | 4 450                                        |                                              |
| 1975                                         | 1975                                         |                                              | 4 448                                        |                                              |
| 1980                                         | 1980                                         |                                              | 4 576                                        |                                              |
| 1990                                         | 1990                                         |                                              | 4 084                                        | 414                                          |
| 1995                                         | 1995                                         |                                              | 3 830                                        | 420                                          |
| 2000                                         | 2000                                         |                                              | 3 512                                        | 421                                          |
| 2005                                         | 2005                                         |                                              | 3 398                                        | 421                                          |
| 2010                                         | 2010                                         |                                              | 3 362                                        | 412                                          |
| 2015                                         | 2015                                         |                                              | 3 419                                        | 436                                          |
| 2020                                         | 2020                                         |                                              | 3 437                                        | 434                                          |
|                                              |                                              |                                              |                                              |                                              |

## Kommunikationer
Orten klyvs av Ostkustbanan som löper genom samhället i nord-sydlig riktning. I öst-västlig riktning delas samhället av länsväg X 669, Forsavägen, som sträcker sig de 12 kilometerna mellan Iggesund i öster och Sörforsa i väster. I många år genomkorsades Iggesund dessutom i nord-sydlig riktning av E4 och föregångaren Riksväg 13. Den 5 oktober 2011 öppnades dock E4:ans nya sträckning drygt tre kilometer väster om samhället.
Orten trafikeras dagligen av två av länstrafikens busslinjer. Tågförbindelse till Sundsvall, Hudiksvall, Söderhamn och Gävle finns via X-Tåget från Iggesunds järnvägsstation. I anslutning till Iggesunds bruk finns Skärnäs Terminal, en hamn för import och export av kartong och trävaror.

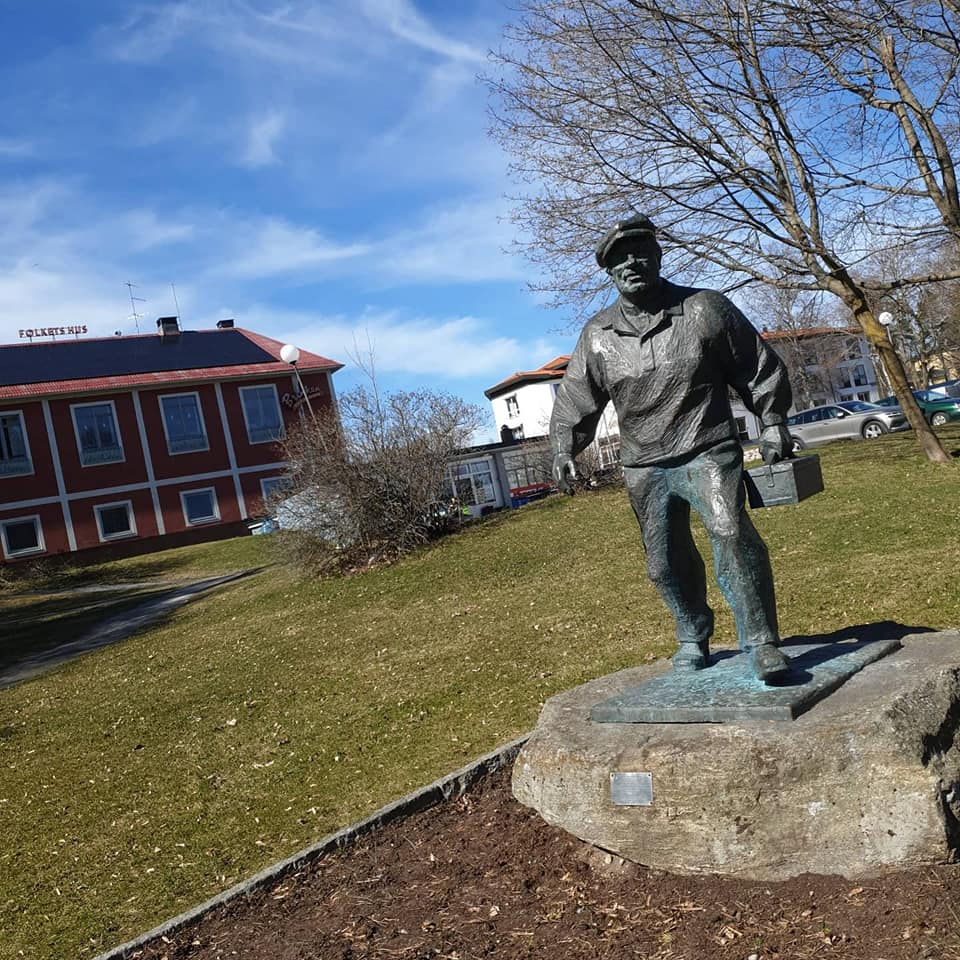
Statyn på arbetaren i Iggesunds centrum med Folkets Hus i bakgrunden

## Näringsliv
Under medeltiden byggde ortens inkomster på fiske och jordbruk. Senare har samhället i hög grad präglats av Iggesunds Bruk som blivit ortens största arbetsgivare. Numera är jordbruket marginellt och fisket obefintligt.
På 1980-talet uppköptes Iggesunds Bruk av Mo och Domsjö AB och därmed inleddes en ny epok även för samhället Iggesund. Tidigare hade bruket varit tätt knutet till samhället i och med att bruket också hade ägt många fastigheter och varit involverat i det lokala näringslivet och idrottsrörelsen. Befolkningen arbetade på bruket, ofta hela livet, skötte sina inköp och dagliga ärenden i Iggesund och bodde i brukets bostäder. Denna kontinuitet kom nu att brytas i och med att Iggesunds Bruk blev en del i en världsomspännande koncern med liten lokal förankring. Under åren som kom skildes samhället och bruket allt mer genom att till exempel fastigheter såldes. Bland lokalbefolkningen var åsikterna om dessa förändringar blandade. Vissa ansåg att Iggesunds Bruk hade gjort vad som krävdes för att säkra verksamhetens överlevnad, och därmed arbetstillfällen, medan andra var oroliga för om samhället skulle överleva när bruket tog sin hand ifrån det.
Bruksarbete är i dag inte längre det självklara alternativet för den som slutar skolan, dels för att antalet anställda har minskat, dels för att brukets engagemang i samhället har minskat. Dock finns få alternativa arbeten, vilket har resulterat i att Iggesund, liksom många samhällen i landsorten, i dag brottas med vikande befolkningsunderlag, utflyttning och neddragningar i samhällsservicen.

## Sevärdheter
På grund av Iggesunds Bruks långvariga inverkan på samhället har de flesta av ortens sevärdheter att göra med bruksepoken.
Bland de mer slående inslagen finns Iggesunds järnbruksmuseum inrymt i industrilokaler från 1800-talet. På museet kan man bland annat se rostugn, masugn, bessermerverk och lancashiresmedja. Museet fungerar även som lokal för konserter och teatrar. Sångare säger att plåten i taket framkallar en unik akustik. Något som sällan undgår besökare och förbifarande är "slagghögen" (eller slaggberget), en 66 meter hög kulle av slaggprodukter från järnhanteringens dagar som är placerad i Iggesunds södra del.
På orten finns även Bodarnegrottorna (Bodagrottorna). Tillkomna genom ett jordskalv är dessa Europas längsta kända urbergsgrottor. Systemet är cirka 2 600 meter långt och till detta kommer dessutom 290 meter bigrottor. Gångar och salar är på vissa ställen tre våningar höga. Hela grottsystemet är kartlagt men kräver viss vana för att ta sig igenom[källa behövs].

## Bildgalleri: Iggesund 1 juli 2018

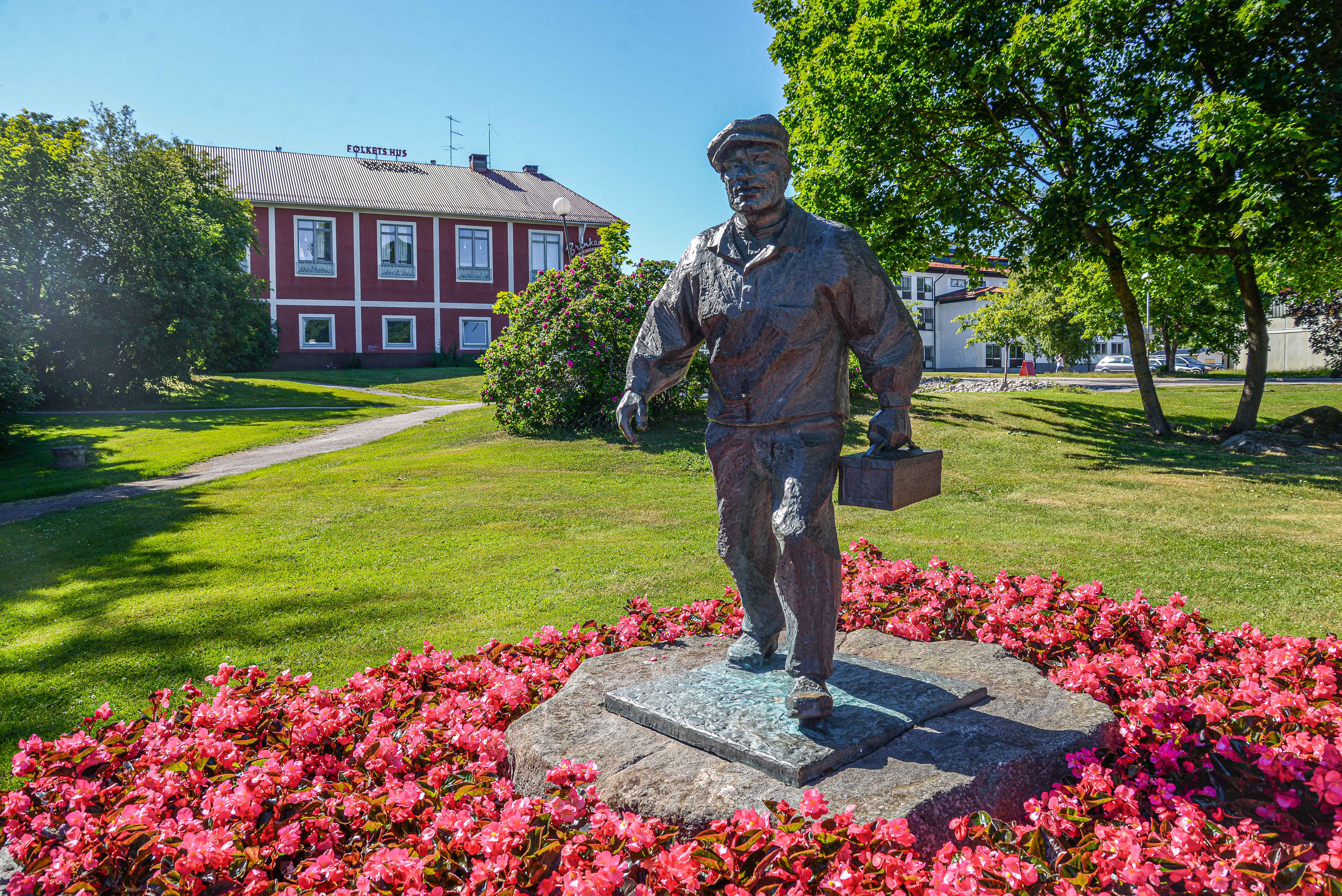
Arbetaren av Per Nilsson-Öst (1991).
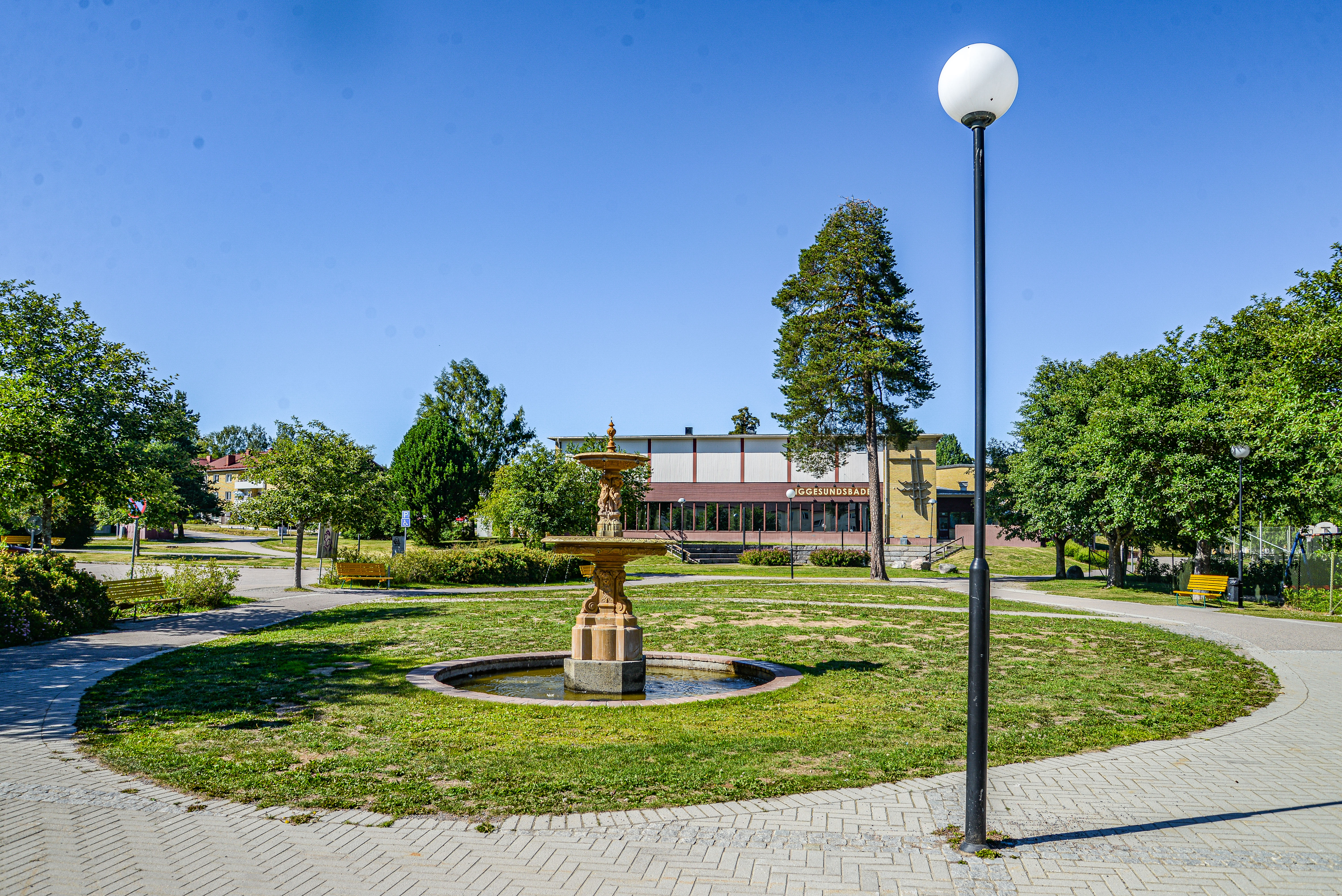
Fontän samt Iggesundsbadet.
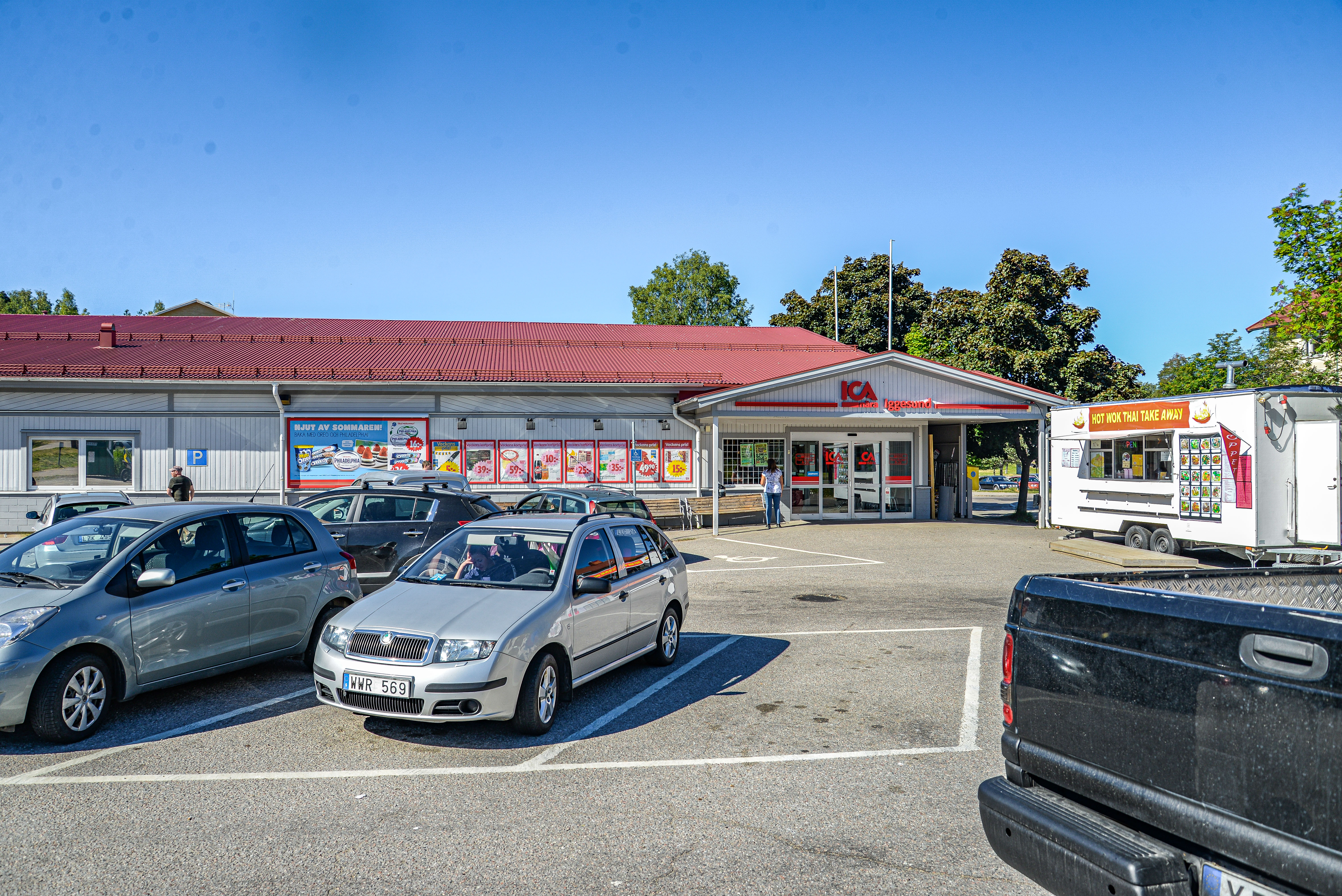
ICA Nära.
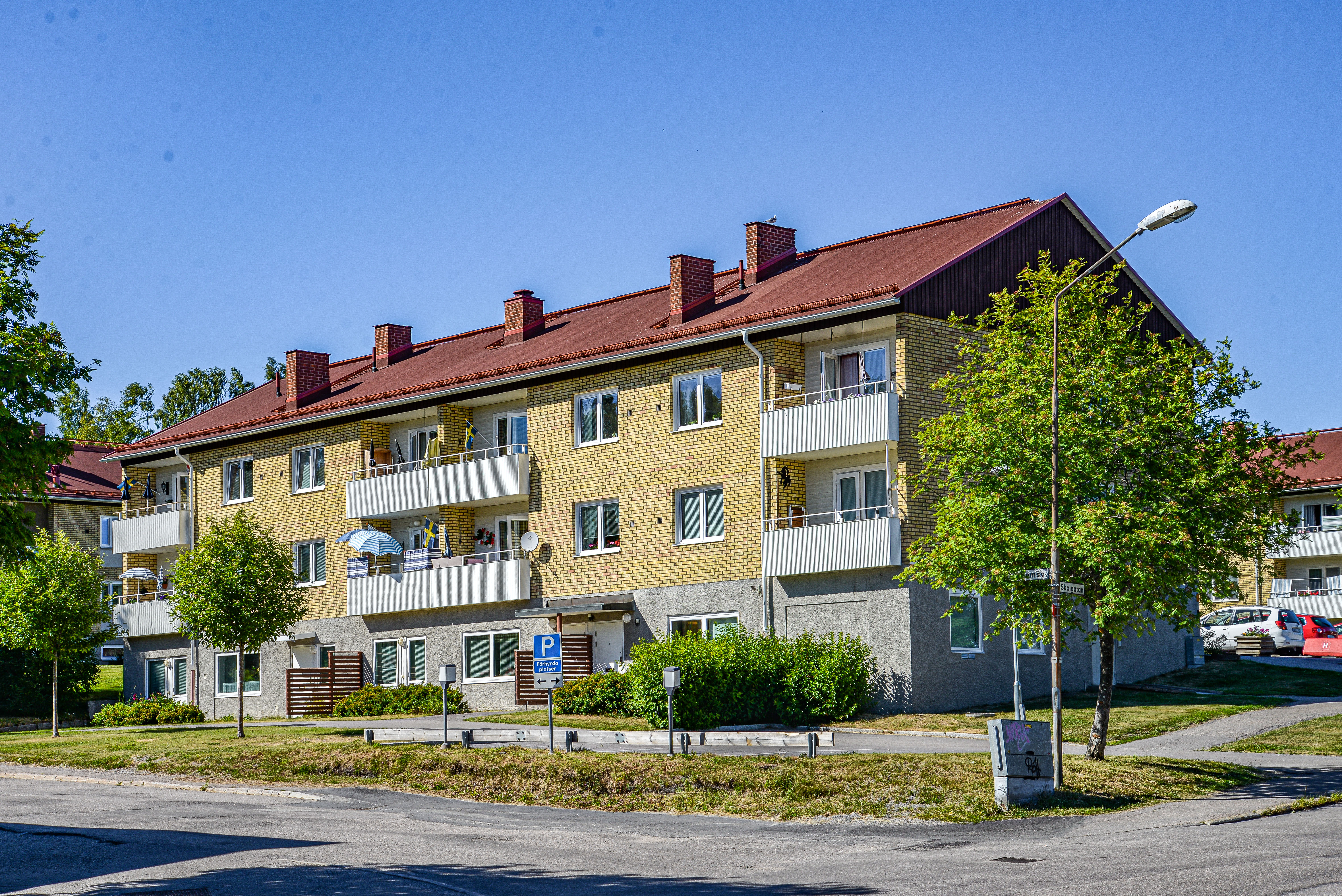
Daghemsvägen.